# Bethany (nome)
Bethany  è un nome proprio di persona inglese femminile.

## Varianti
- Femminili: Bethanie[1], Bethney[1]
  - Ipocoristici: Beth[1]

### Varianti in altre lingue
- Portoghese brasiliano: Betânia[1], Bethânia[1]
- Spagnolo latinoamericano: Bethania[1]

## Origine e diffusione

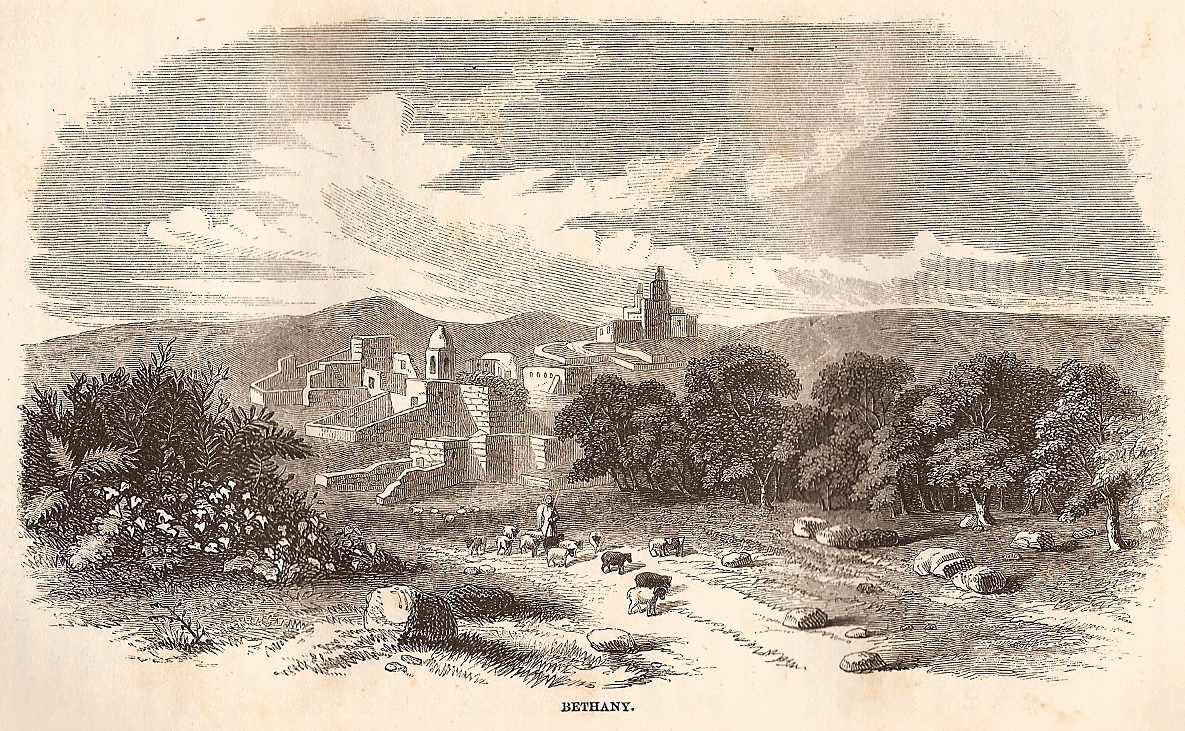
Betania in un'illustrazione del 1859

È il nome inglese della città biblica di Betania, giunto nella forma attuale tramite il greco biblico Βηθανια (Bethania) e il latino Bethania.
Il toponimo è composto da due elementi: il primo è bayit ("casa", come in Betlemme, da cui il nome spagnolo Belén), mentre il secondo è dubbio: secondo alcune fonti è 'anya ("povertà"), quindi il significato complessivo sarebbe "casa della povertà"; altre fonti gli danno invece il significato di "casa dei fichi" (dall'ebraico בֵּית־תְּאֵנָה, beit-te'enah) o "casa dei dolori".
Cominciò ad essere usato come nome dal XVII secolo, sia al maschile che al femminile, soprattutto in ambienti cattolici in onore di Maria di Betania; dal XX secolo l'uso al maschile è cessato, e il nome ha conosciuto un aumento di popolarità negli Stati Uniti dopo gli anni cinquanta.
Anche se il nome Beth può essere un suo diminutivo, è più spesso derivato da Elizabeth.

## Onomastico
Nessuna santa ha mai portato questo nome, che quindi è adespota; l'onomastico può essere festeggiato il 1º novembre, in occasione di Ognissanti; alcune fonti lo pongono invece in memoria di uno qualsiasi dei tre fratelli amici di Gesù che abitavano a Betania: Marta, Maria o Lazzaro, tutti commemorati il 29 luglio.

## Persone

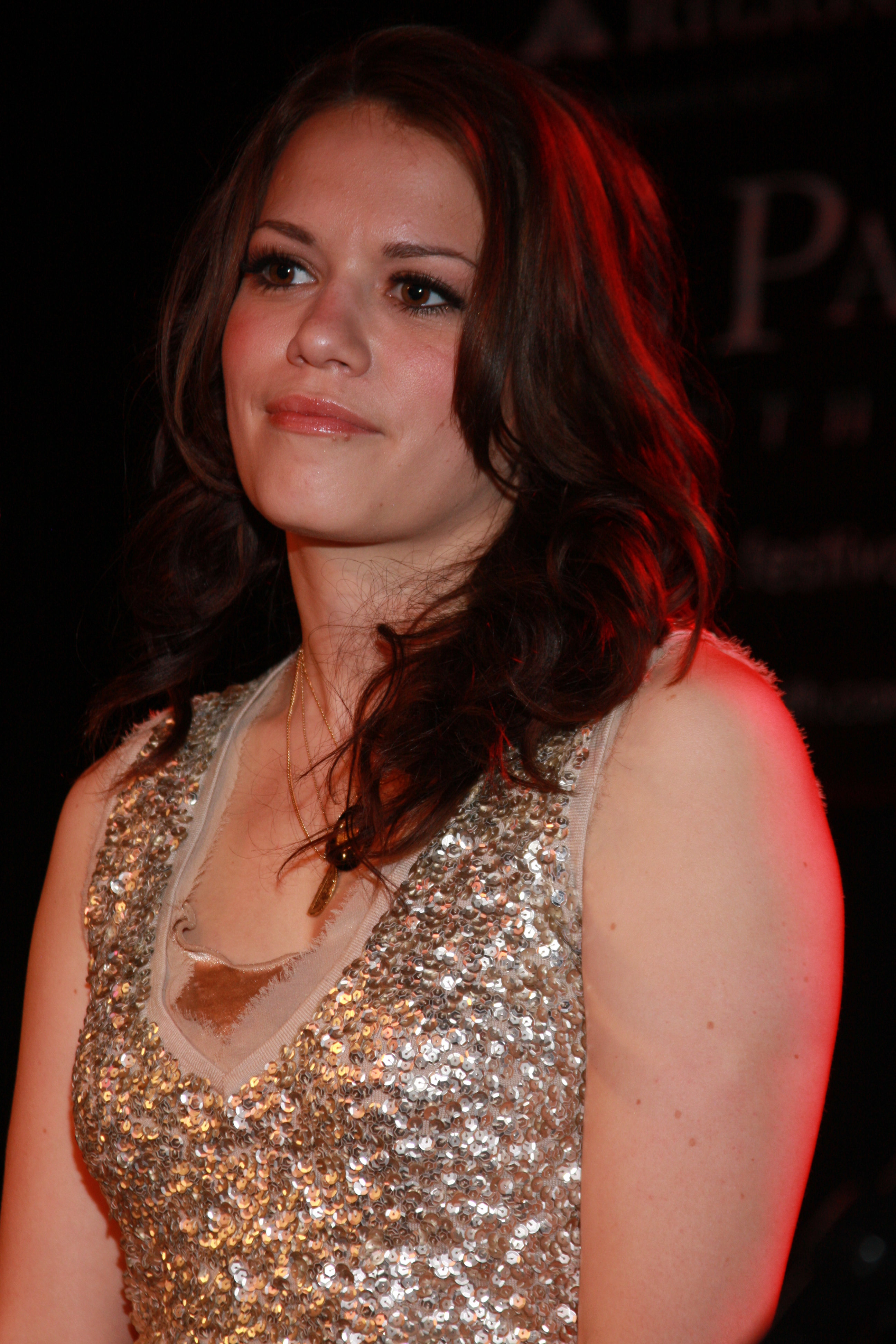
Bethany Joy Lenz

- Bethany Donaphin, cestista statunitense
- Bethany England, calciatrice inglese
- Bethany Galat, nuotatrice statunitense
- Bethany Hamilton, surfista statunitense
- Bethany Joy Lenz, attrice e cantante statunitense
- Bethany Mead, calciatrice inglese

### Varianti
- Bethania de la Cruz, pallavolista dominicana
- Bethanie Mattek-Sands, tennista slovacca naturalizzata statunitense

## Il nome nelle arti
- Bethany Hawke è un personaggio del videogioco Dragon Age 2.
- Bethany Young è un personaggio della serie televisiva Pretty Little Liars .